# هال إريكسون (كاتب)
هال إريكسون (بالإنجليزية: Hal Erickson)‏ هو مؤرخ وصحفي وكاتب ومؤلف أمريكي، ولد في 12 يناير 1950 في سينسيناتي في الولايات المتحدة.